# 3D ストップモーション ゲーム
3Dストップモーションゲーム (すりーでぃーストップモーションゲーム ) は韓国で開発された立体形式のストップモーションゲーム 。

## 歴史
ストップモーションは、アニメーションのように模型の動作をフレーム単位で撮影して動画のように見えるようにする映像撮影技法で、ストップモーションゲームはこの技法を開発に使ったゲームのタイプだ。 1996年にネバーフッドが発売したアドベンチャーゲーム「ネバーフッド(Neverhood)」と1998年に発売された「スカルモンキーズ(Skullmonkeys)」が初期のストップモーションゲームで、粘土人形を使ったクレイアニメーションとして制作された。 2021年にワイヤードフライ·アニメーションスが開発した<ボカブランティス(Vokabulantis)>も、手で模型を動かして製作したストップモーションゲームである。
3Dストップモーションゲームはストップモーション技法で作って3Dの視覚効果を提供するゲームの類型を言う。 スローブラザーズが2019年に開発した<ハロルド·ハリボット(Harold Halibut)>は真の意味での3Dストップモーションゲームだと言える。 水中に沈んだ艦船を背景にしたこのゲームでは、背景になるすべての場面と小道具まで手作りし、模型とキャラクターをキャプチャーした後、モーションキャプチャーを使ってストップモーションのような効果を出した。